# Division IIIB du Championnat du monde moins de 18 ans de hockey sur glace 2016
Navigation
Division IIIB en 2015 Division IIIB en 2017
Le tournoi de la Division III B du Championnat du monde moins de 18 ans de hockey sur glace 2016 se déroule du 14 au 19 février 2016 au Cap en Afrique du Sud.

## Format de la compétition

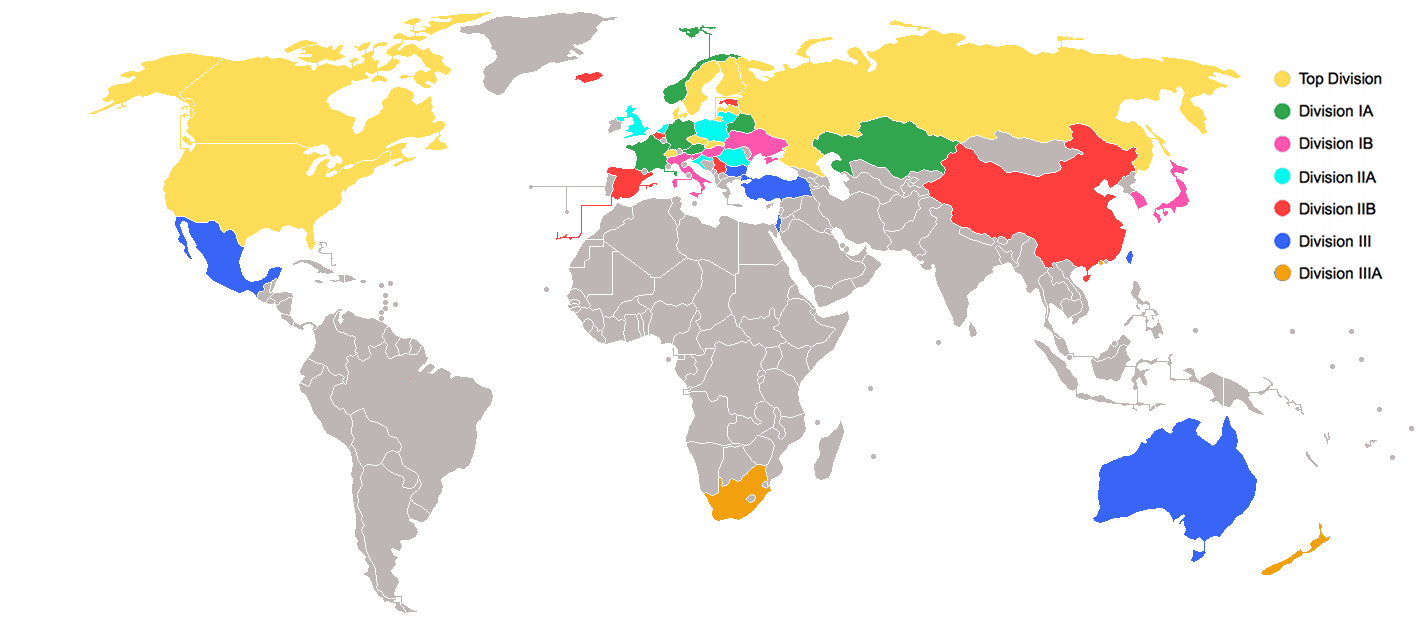
Pays participant au Championnat du monde moins de 18 ans de hockey sur glace 2016.

Le Championnat du monde moins de 18 ans de hockey sur glace 2016 se dispute en plusieurs compétitions distinctes, en fonction des Divisions.
Le groupe principal (Division Élite) regroupe 10 équipes réparties en deux poules de 5 qui disputent un tour préliminaire. Les 4 premiers de chaque poule sont qualifiés pour les quarts de finale. Les derniers de chaque poule disputent une poule de maintien jouée au meilleur des 3 matches. Le perdant est relégué en Division IA pour l'édition 2017.
Pour les autres divisions qui comptent 6 équipes (sauf la Division III B qui en compte 3), les équipes s’affrontent entre elles et, à l'issue de cette compétition, le premier est promu dans la division supérieure et le dernier est relégué dans la division inférieure.
Lors des phases de poule, les points sont attribués ainsi :
- victoire : 3 points ;
- victoire en prolongation ou aux tirs de fusillade : 2 points ;
- défaite en prolongation ou aux tirs de fusillade : 1 point ;
- défaite : 0 point.

## Nations participantes
- Afrique du Sud, relégué de la Division III A, pays hôte
- Hong Kong
- Nouvelle-Zélande

## Résultats
| 14 février 2016 | Hong Kong | 3-6 (1-4, 2-1, 0-1) | Afrique du Sud | Ice Station 400 spectateurs |

| Feuille de match               | Feuille de match                                                                                             | Feuille de match                    | Feuille de match | Feuille de match                                                             |
| ------------------------------ | --- | ----------------------------------- | --- | ---------------------------------------------------------------------------- |
|                                | - Yiu (Wan) — 18 min 27 s (2 SN) Tsang H.Y. — 27 min 28 s (SN) - So (Lui, Tsang H.Y.) — 34 min 24 s (2 SN) - | 0-1 0-2 0-3 0-4 1-4 2-4 2-5 3-5 3-6 | Johnson — 55 s Taljaard (Johnson, Cerff) — 2 min 58 s Beukes (Phakathi) — 6 min 48 s (IN) de Jager (Beukes) — 17 min 21 s - Schuurman (Phakathi) — 32 min 8 s - Vivier (Schuurman, Britz) — 48 min 39 s | Arbitrage : Laurent Garbay Juges de lignes : Jérémie Douchy Barna Kis-Király |
| Young Tsz Hin Ho Joshua Sun Ho | Gardiens | Aslam Khan                          | | Arbitrage : Laurent Garbay Juges de lignes : Jérémie Douchy Barna Kis-Király |
| 6 min                          | Pénalités | 26 min                              | | Arbitrage : Laurent Garbay Juges de lignes : Jérémie Douchy Barna Kis-Király |
| 35                             | Tirs | 23                                  | | Arbitrage : Laurent Garbay Juges de lignes : Jérémie Douchy Barna Kis-Király |

| 15 février 2016 | Nouvelle-Zélande | 8-4 (5-1, 0-1, 3-2) | Hong Kong | Ice Station 126 spectateurs |

| Feuille de match | Feuille de match | Feuille de match                                | Feuille de match | Feuille de match                                                               |
| ---------------- | --- | ----------------------------------------------- | --- | ------------------------------------------------------------------------------ |
|                  | L. Fraser — 10 s van Stolk (Harford, Pugh) — 1 min Egan (L. Fraser) — 1 min 43 s (SN) L. Fraser (Aguirre-Landshoeft, Egan) — 9 min 26 s (SN) Brown (Harford) — 14 min 47 s - Egan (Taylor, Aguirre-Landshoeft) — 45 min 23 s (SN) - Brown (Pugh) — 49 min 6 s (IN) Harford (Brown) — 49 min 30 s (IN) | 1-0 2-0 3-0 4-0 5-0 5-1 5-2 5-3 6-3 6-4 7-4 8-4 | - Cheung (Lui, Tsang H.Y.) — 16 min 18 s (SN) Chau — 27 min 22 s (SN) Tsang H.Y. (Cheung) — 44 min 6 s (IN) - Tsang H.W. — 45 min 34 s (IN) - | Arbitrage : Dániel Rencz Juges de lignes : Jonathan Mark Burger Jérémie Douchy |
| Taylor Goodall   | Gardiens | Young Tsz Hin (9 min) Ho Joshua Sun Ho (51 min) | | Arbitrage : Dániel Rencz Juges de lignes : Jonathan Mark Burger Jérémie Douchy |
| 62 min           | Pénalités | 40 min                                          | | Arbitrage : Dániel Rencz Juges de lignes : Jonathan Mark Burger Jérémie Douchy |
| 47               | Tirs | 35                                              | | Arbitrage : Dániel Rencz Juges de lignes : Jonathan Mark Burger Jérémie Douchy |

| 16 février 2016 | Afrique du Sud | 1-6 (0-3, 1-3, 0-0) | Nouvelle-Zélande | Ice Station 253 spectateurs |

| Feuille de match                                 | Feuille de match                 | Feuille de match            | Feuille de match | Feuille de match                                                                   |
| ------------------------------------------------ | -------------------------------- | --------------------------- | --- | ---------------------------------------------------------------------------------- |
|                                                  | - van Stolk — 33 min 45 s (SN) - | 0-1 0-2 0-3 0-4 1-4 1-5 1-6 | Harford (Egan) — 2 min 13 s (SN) Harford — 10 min 40 s (IN) Brown — 12 min 45 s Rawiri — 22 min 18 s (IN) - Vivier — 29 min 45 s Rawiri (L. Fraser, Egan) — 35 min 9 s (SN) | Arbitrage : Laurent Garbay Juges de lignes : Jonathan Mark Burger Barna Kis-Király |
| Aslam Khan (12 min 45 s) Ryan Boyd (47 min 15 s) | Gardiens                         | Taylor Goodall              | | Arbitrage : Laurent Garbay Juges de lignes : Jonathan Mark Burger Barna Kis-Király |
| 45 min                                           | Pénalités                        | 32 min                      | | Arbitrage : Laurent Garbay Juges de lignes : Jonathan Mark Burger Barna Kis-Király |
| 30                                               | Tirs                             | 40                          | | Arbitrage : Laurent Garbay Juges de lignes : Jonathan Mark Burger Barna Kis-Király |

| 17 février 2016 | Hong Kong | 3-2 (1-1, 1-1, 1-0) | Afrique du Sud | Ice Station 289 spectateurs |

| Feuille de match | Feuille de match | Feuille de match    | Feuille de match                                                          | Feuille de match                                                           |
| ---------------- | --- | ------------------- | ------------------------------------------------------------------------- | -------------------------------------------------------------------------- |
|                  | - Yiu (Tsang H.Y.) — 10 min 14 s (IN) - Tsang H.W. (Lee, Wong Yi.) — 31 min 8 s Lui (Ngan, Tsang H.Y.) — 45 min 5 s | 0-1 1-1 1-2 2-2 3-2 | Phakati (de Jager, Bremner) — 4 min 34 s - Vivier (Cerff) — 23 min 42 s - | Arbitrage : Dániel Rencz Juges de lignes : Jérémie Douchy Barna Kis-Király |
| Ho Joshua Sun Ho | Gardiens | Ryan Boyd           |                                                                           | Arbitrage : Dániel Rencz Juges de lignes : Jérémie Douchy Barna Kis-Király |
| 16 min           | Pénalités | 12 min              |                                                                           | Arbitrage : Dániel Rencz Juges de lignes : Jérémie Douchy Barna Kis-Király |
| 31               | Tirs | 26                  |                                                                           | Arbitrage : Dániel Rencz Juges de lignes : Jérémie Douchy Barna Kis-Király |

| 18 février 2016 | Nouvelle-Zélande | 9-2 (3-0, 5-0, 1-2) | Hong Kong | Ice Station 94 spectateurs |

| Feuille de match | Feuille de match | Feuille de match                            | Feuille de match                                                                 | Feuille de match                                                                 |
| ---------------- | --- | ------------------------------------------- | -------------------------------------------------------------------------------- | -------------------------------------------------------------------------------- |
|                  | van Stolk — 14 min 25 s Rawiri (Aguirre-Landshoeft, Pugh) — 15 min 35 s (IN) Leahy (Brown) — 17 min 14 s (IN) Harford — 21 min 15 s (IN) Harford (Brown) — 28 min 22 s Egan (R. Fraser, Rawiri) — 29 min 1 s Dodds (L. Fraser, Taylor) — 32 min 5 s (SN) Rawiri — 34 min 18 s (SN) - Leahy (Forgues) — 58 min 5 s - | 1-0 2-0 3-0 4-0 5-0 6-0 7-0 8-0 8-1 9-1 9-2 | - Tsang H.Y. (Wong Yi., Tsang H.W.) — 42 min 3 s - Tsang H.Y. (Lui) — 44 min 9 s | Arbitrage : Laurent Garbay Juges de lignes : Jonathan Mark Burger Jérémie Douchy |
| James Moore      | Gardiens | Ho Johsua Sun Ho Young Tsz Hin              |                                                                                  | Arbitrage : Laurent Garbay Juges de lignes : Jonathan Mark Burger Jérémie Douchy |
| 4 min            | Pénalités | 6 min                                       |                                                                                  | Arbitrage : Laurent Garbay Juges de lignes : Jonathan Mark Burger Jérémie Douchy |
| 56               | Tirs | 28                                          |                                                                                  | Arbitrage : Laurent Garbay Juges de lignes : Jonathan Mark Burger Jérémie Douchy |

| 19 février 2016 | Afrique du Sud | 2-7 (0-3, 0-1, 2-3) | Nouvelle-Zélande | Ice Station 589 spectateurs |

| Feuille de match | Feuille de match                                                     | Feuille de match                    | Feuille de match | Feuille de match                                                                 |
| ---------------- | -------------------------------------------------------------------- | ----------------------------------- | --- | -------------------------------------------------------------------------------- |
|                  | - Cerff (Taljaard) — 40 min 45 s (SN) Beukes (Britz) — 42 min 42 s - | 0-1 0-2 0-3 0-4 1-4 2-4 2-5 2-6 2-7 | Harford (Egan, L. Fraser) — 9 min 39 s Taylor (L. Fraser) — 16 min 51 s Brown (Harford) — 18 min 16 s Harford — 39 min 41 s (IN) - Rawiri (Harford) — 48 min 39 s Dodds (L. Fraser) — 53 min 33 s Johnston (van Stolk, Brown) — 55 min 9 s | Arbitrage : Dániel Rencz Juges de lignes : Jonathan Mark Burger Barna Kis-Király |
| Ryan Boyd        | Gardiens                                                             | James Moore                         | | Arbitrage : Dániel Rencz Juges de lignes : Jonathan Mark Burger Barna Kis-Király |
| 35 min           | Pénalités                                                            | 16 min                              | | Arbitrage : Dániel Rencz Juges de lignes : Jonathan Mark Burger Barna Kis-Király |
| 29               | Tirs                                                                 | 33                                  | | Arbitrage : Dániel Rencz Juges de lignes : Jonathan Mark Burger Barna Kis-Király |

## Classement final
Pour les significations des abréviations, voir statistiques du hockey sur glace.
| Clt   | Équipe             | PJ | V | VP | D | DP | BP | BC | Diff | Pts |
| ----- | ------------------ | -- | - | -- | - | -- | -- | -- | ---- | --- |
| +001, | Nouvelle-Zélande   | 4  | 4 | 0  | 0 | 0  | 30 | 9  | +21  | 12  |
| +002, | Afrique du Sud (R) | 4  | 1 | 0  | 3 | 0  | 11 | 19 | -8   | 3   |
| +003, | Hong Kong          | 4  | 1 | 0  | 3 | 0  | 12 | 25 | -13  | 3   |

- Promu en Division IIIA en 2017

## Récompenses individuelles
Pour les significations des abréviations, voir statistiques du hockey sur glace.
| Rang | Joueur           | Pays             | PJ | B | A | Pts | +/− | Pun |
| ---- | ---------------- | ---------------- | -- | - | - | --- | --- | --- |
| 1    | Benjamin Harford | Nouvelle-Zélande | 4  | 7 | 4 | 11  | +13 | 24  |
| 2    | Shaun Brown      | Nouvelle-Zélande | 4  | 4 | 4 | 8   | +12 | 6   |
| 3    | Hing-Yui Tsang   | Hong Kong        | 4  | 4 | 4 | 8   | -6  | 18  |
| 4    | Logan Fraser     | Nouvelle-Zélande | 4  | 2 | 6 | 8   | +3  | 14  |
| 5    | Alexander Egan   | Nouvelle-Zélande | 4  | 3 | 4 | 7   | -1  | 12  |

| Rang | Joueur         | Pays             | Min          | BC | Moy  | %Arr  | Bl |
| ---- | -------------- | ---------------- | ------------ | -- | ---- | ----- | -- |
| 1    | James Moore    | Nouvelle-Zélande | 120 min      | 4  | 2,00 | 92,98 | 0  |
| 2    | Taylor Goodall | Nouvelle-Zélande | 120 min      | 5  | 2,50 | 92,31 | 0  |
| 3    | Ryan Boyd      | Afrique du Sud   | 166 min 55 s | 13 | 4,67 | 86,46 | 0  |

Pour les significations des abréviations, voir statistiques du hockey sur glace.
Nota : seuls sont classés les gardiens ayant joué au minimum 40 % du temps de jeu de leur équipe.